# Claude-Marie Versigny
Pour les articles homonymes, voir Versigny.
Claude-Marie Versigny est un homme politique français né le 18 août 1818 à Gray (Haute-Saône) et décédé le 11 juillet 1910 à Gray.

## Biographie
Frère de Jean-Baptiste Versigny, député de la Haute-Saône sous la deuxième République, il est avocat à Gray. Opposant au second Empire, il est nommé sous-préfet de Gray le 4 septembre 1870 et exerce ses fonctions jusqu'en 1875.
Il est fait prisonnier pendant la guerre de 70-71, il fait partie des 40 Otages de la Brême, qui sont une des représailles de Bismarck  pour se venger des vaisseaux allemands capturés par la marine française. Cette détention dure du 15 décembre 1870 au 24 février 1871.
Il est député de la Haute-Saône de 1876 à 1889, inscrit au groupe de la Gauche républicaine. Il est un des 363 qui refusent la confiance au gouvernement de Broglie, le 16 mai 1877. Il ne se représente pas en 1889 et est nommé juge de paix à Paris.

## Sources
- Ressource relative à la vie publique :   - Base Sycomore
- « Claude-Marie Versigny », dans Adolphe Robert et Gaston Cougny, Dictionnaire des parlementaires français, Edgar Bourloton, 1889-1891 [détail de l’édition]
- « Claude-Marie Versigny », dans le Dictionnaire des parlementaires français (1889-1940), sous la direction de Jean Jolly, PUF, 1960 [détail de l’édition]